# Gabriela Catoira
Gabriela Catoira Toledo (Santa Cruz de la Sierra, Bolivia; 11 de marzo de 1985) es una modelo, odontóloga boliviana . Fue parte de las Magníficas de la agencia de modelaje de Pablo Manzzoni.

## Biografía
Gabriela Catoira nació el 11 de marzo de 1985 en la ciudad de Santa Cruz de la Sierra. Es nieta del dirigente sindical, escritor y político cruceño Ricardo Catoira Marín (1925-2018) quien fue candidato a la presidencia de Bolivia en las elecciones generales de 1979 y que escribió cuatro libros sobre la historia y sindicalismo cruceño.
Comenzó sus estudios escolares en 1991, saliendo bachiller el año 2002 de su ciudad natal. Ingresó al ámbito del modelaje el año 2004 cuando tenía 19 años de edad, primero en pasarelas de moda juvenil para Galery y luego invitada por Pablo Manzzoni. Como Magnifica, Catoira llegó a modelar en varias pasarelas del país.
El año 2006 se casó con su enamorado Julio César Paz Salas, luego de dos años de relación. Durante su noviazgo, se embarazó de su primogénito, Sebastián Alonso Paz Catoira, el cual nacería ese mismo año; teniendo en ese entonces Catoira 21 años.
Durante ese tiempo se destacó por ser una de las modelos más reconocidas del país durante todo el 2005, 2006 y 2007. Continuó con sus estudios superiores, ingresando a estudiar en la Universidad de Aquino Bolivia (UDABOL), titulándose años después como odontóloga de profesión.
El año 2009, Catoira decidió dar un giro a la historia, aceptó regresar con el programa de televisión de carácter social “Bailando por un Sueño“, en el cual quedó en segundo lugar en la Red PAT; también hizo la famosa campaña publicitaria para la marca de sillones CORIMEXO demostrando que la desnudez va más allá del morbo, es un arte y la mujer es una obra maestra. La campaña fue bien recibida que, si bien tenía que ser por un año, duró tres en televisión y vallas publicitarias.
El año 2009 se divorció de su esposo Julio César Paz. Ese mismo año conoció a su actual pareja Anselmo González. En lo sucesivo, decidió dirigir su vida a campañas solidarias, eventos sociales, medios televisivos y todo aporte constructivo y benéfico que pueda hacerse mediante la redes y llegar a más personas.
En 2011, a sus 26 años, se embarazó de su segunda hija, Antonietta Catoira, la cual nació en el año 2012. En la actualidad, reside en la ciudad de Barcelona (España) junto a toda su familia.
En el año 2017 toma la decisión drástica de irse de Bolivia y residir en España para ayudar a su hermano menor Nicolás Catoira (síndrome de Down) en busca de mejor calidad de vida para él y para su madre. Siendo su hermano de nacionalidad española y al tener más oportunidades, ella decide quedarse con sus hijos y así tramitar su nacionalidad ya que su familia paterna también es española. 
El año 2018, Gabriela Catoira volvió nuevamente a embarazarse por tercera vez, retornando a su ciudad natal para dar luz a su hijo. El 28 de julio de 2019 nació su tercer hijo, Antenor Anselmo Catoira, en la clínica Foianini en Santa Cruz de la Sierra.